# ليف كايزر
ليف كايزر (بالدنماركية: Leif Kayser)‏ هو عازف بيانو وملحن دنماركي، ولد في 13 يونيو 1919 في كوبنهاغن في الدنمارك، وتوفي بنفس المكان في 15 يونيو 2001.

## وصلات خارجية
- ليف كايزر على موقع IMDb (الإنجليزية)
- ليف كايزر على موقع ميوزك برينز (الإنجليزية)
- ليف كايزر على موقع ديسكوغز (الإنجليزية)